# Тельхины
Тельхины (др.-греч. Τελχῖνες, Τελχΐναι, Θελγΐνες) в древнегреческой мифологии — вулканические божества морской глубины, почитавшиеся на Родосе как спутники Посейдона и составлявшие, по преданию, древнейшее население острова. Имя тельхины происходит от глагола θέλγω — очаровываю, одурманиваю; поэтому Стесихор называет этим именем Кер и те ошеломляющие удары, которые затемняют сознание.
По Нонну, их три, они сыновья Посейдона. По Вакхилиду, сыновья Тартара и Немесиды, по другим — Геи и Понта. По Евстафию, бешеные собаки Актеона стали тельхинами. По еще одной версии, изгнаны Форонеем с Пелопоннеса и поселились на Родосе.
Согласно «Исторической библиотеке» Диодора Сицилийского, тельхины были первыми обитателями Родоса. Сыновья богини моря (Талассы) вместе с Кафирой воспитали Посейдона, которого вверила их попечениям Рея. Они были изобретателями различных искусств и изделий, между прочим — искусства изготовления статуй богов. Были волшебниками. Сковали трезубое копье Посейдона. Их могуществу приписывались перемены погоды, очевидно — в связи с вулканическим характером острова. Они обладали свойством изменять свой вид; ни с кем не делились своими знаниями и искусством. Поэтому им приписывалось изготовление таких предметов искусства, которые приносили вред и гибель, например серпа, которым Крон кастрировал своего отца Урана, трезубца Посейдона и др.
По местному преданию, Посейдон полюбил сестру тельхинов Галию (морскую богиню) и был от неё отцом шести диких сыновей и дочери Роды, именем которой был назван остров. 
Как злые и завистливые демоны, они, по преданию, окропили поля острова водой Стикса к большому вреду для растительности и животных. С другой стороны, одному из тельхинов, Миласу («Мельнику»), приписывается изобретение мельницы.
Согласно Сервию, на Родосе жили 9 тельхинов, которых убил Аполлон в образе волка. По Диодору, предвидев грядущий потоп, покинули остров и расселились. Либо, когда Аполлон, задумав овладеть островом Родосом и освободить его от власти тельхинов, затопил его, тельхины рассеялись по разным странам и, между прочим, поселились на Кипре, Крите и в Ликии. По версии Страбона, на Родосе было 9 тельхинов, причем те из них, кто сопровождали Геру на Крит, назывались куретами. Пришли с Крита на Кипр, а затем на Родос, первыми стали обрабатывать железо и медь, изготовили серп Крона которым кастрировали Урана. Часть обитавших на Крите тельхинцев прибыла в Беотию и основала храм Афины Тельхинии. По Овидию, «народ иалисских телхинов» Зевс скрыл под воды.
Тельхинами Каллимах называл своих литературных врагов. По Светонию, имена тельхинов — золото, серебро и медь. Верование в этих подводных чародеев-демонов было весьма распространено и существовало весьма долго, даже в византийскую эпоху.